# Babka potokowa
Babka potokowa, babka Kesslera (Ponticola kessleri) – gatunek ryby z rodziny babkowatych (Gobiidae).

## Rozmieszczenie i środowisko
Ryba bentopelagiczna. Bytuje zarówno w wodach słodkich, jak i słonawych (lecz o bardzo niskim zasoleniu, poniżej 2 ppt), stojących i płynących – w dolnych odcinkach rzek, deltach, lagunach, jeziorach i portach. Obecna w zlewiskach mórz Czarnego, Kaspijskiego i Północnego. Notowana w delcie Dunaju (m.in. na wysokości Braiły), w rumuńskim jeziorze Brateş i ukraińskich Kahuł, Jałpug, Katłabuh. Występuje także w Dniestrze, od jego limanu do rejonu kamienieckiego, w Bohu, w Dnieprze po Dniepr lub po Kijów, w wodach przybrzeżnych Morza Czarnego na wysokości Odessy, na całej długości wybrzeża Morza Kaspijskiego i w Wołdze do Astrachania. Nienotowana w Morzu Azowskim i jego zlewisku. Gatunek inwazyjny. Od końca lat 90. XX wieku stale przesuwał się w górę Dunaju. W 1999 odnotowano pierwsze wystąpienie tej babki na terenie Niemiec. Dzięki kanałowi łączącemu Dunaj z Renem dotarł do zlewiska Morza Północnego. W Renie opisany po raz pierwszy w 2005, w jego górnym odcinku. Od tego czasu zdążył skolonizować środkowy i dolny bieg rzeki. Wiadomo, że przesuwa się również w górę jej biegu. W podziale na obszary rybołówstwa FAO notowany w obszarach: azjatyckich wód śródlądowych, europejskich wód śródlądowych, Mórz Śródziemnego i Czarnego.
Jest to ryba denna (przydenny tryb życia jest właściwy dla całego podrzędu babkowców), stanowiskowa. Preferuje kamieniste lub twarde, piaszczyste podłoże. Dobrze się czuje także w miejscach gęsto porośniętych roślinnością wodną, np. w szuwarach trzcinowych. Bytuje w wodach o temperaturze w zakresie od 4 do 20 °C.

## Morfologia

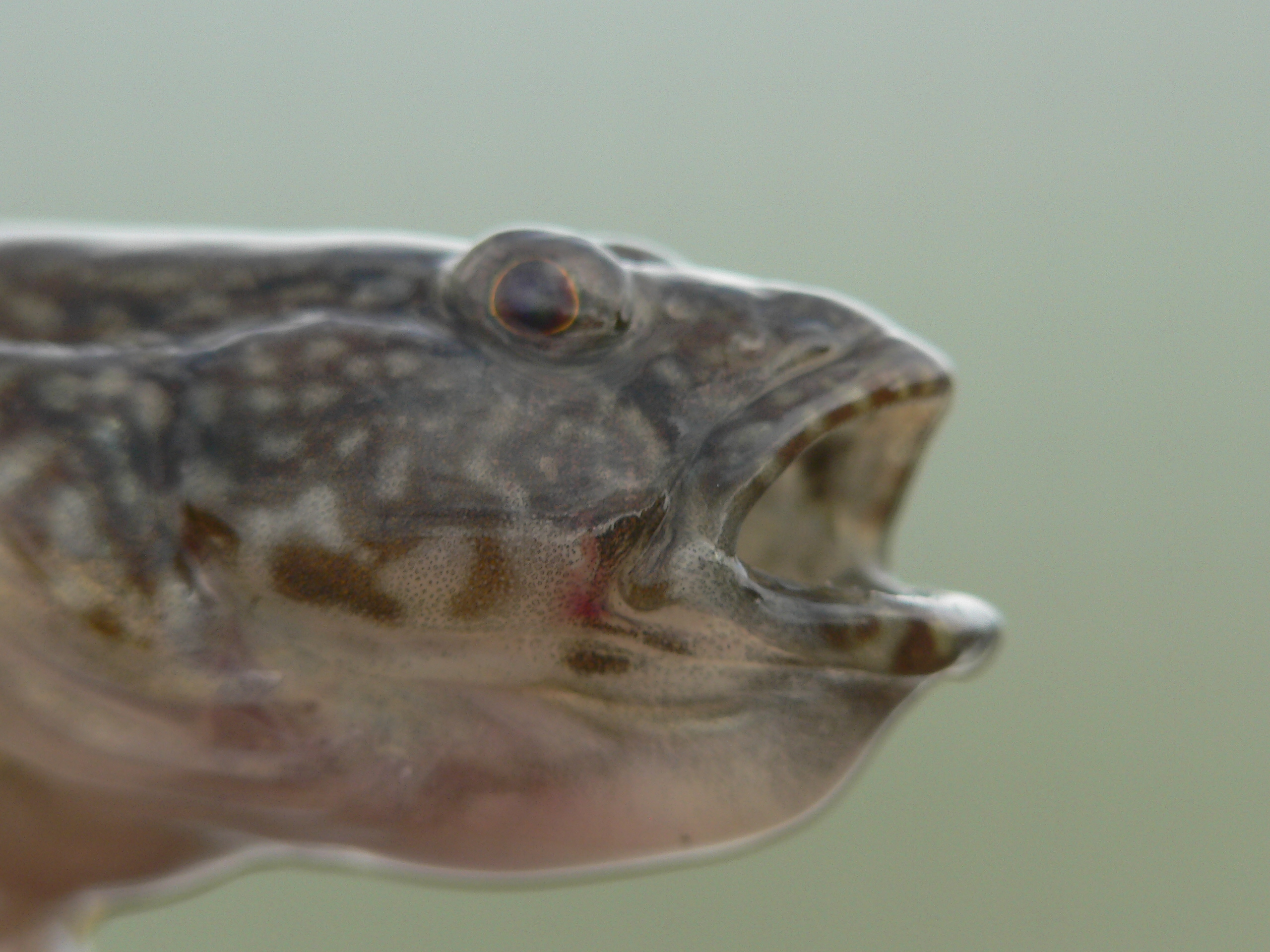
Głowa babki potokowej

Osiąga do 22 cm długości całkowitej, przeciętnie 12–18 cm. Ciało kształtu wrzecionowatego, niskie, brązowoszare lub brązowoczerwonawe, z pięcioma ciemnobrązowymi plamami wzdłuż boków, z szeroką i spłaszczoną głową pokrytą jasnymi plamami z ciemną obwódką. Wymiary przykładowego osobnika w odniesieniu do długości całkowitej: długość standardowa – 84,7%, długość przedanalna – 49,0%, długość przedgrzbietowa – 29,1%, długość przedpiersiowa – 28,6%, głębokość ciała – 16,0%, długość głowy – 25,0%, średnica oka – 18,6% długości głowy. Otwór gębowy szeroki, górnie położony, otoczony mięsistymi wargami, żuchwa mocno wysunięta w porównaniu do szczęki górnej. Dwie oddzielne płetwy grzbietowe – pierwsza z 5–6 promieniami twardymi (4–6), druga z jednym promieniem twardym i 15–19 promieniami miękkimi (przeciętnie z 16–18). Płetwa brzuszna szpiczasto zakończona. Płetwa ogonowa poprzedzona dłuższym niż szerszym trzonem ogonowym, rozpostarta na jednym kolcu i 11–16 promieniach miękkich (zazwyczaj 12–15). Wszystkie płetwy, oprócz płetw brzusznych, zdobią ciemne punkty ułożone w rzędy; u nasady płetw piersiowych dodatkowo brązowe, faliste paski. Wzdłuż boku 67–79 łusek w rzędzie (wg innych źródeł 64–79, zwykle 65–68).

## Ekologia i zachowanie
Ryba stanowiskowa. Samiec babki potokowej obiera sobie areał osobniczy, który później patroluje i pilnuje przed intruzami. P. kessleri dojrzałość płciową osiąga w wieku dwóch lat. Trze się od kwietnia od maja (lub od marca do maja). W tym czasie osobniki męskie przygotowują gniazda pod złożenie ikry. Wybierają miejsca pod kamieniami, pustymi muszlami lub na roślinach wodnych. Składane przez samice jaja przyczepiane są do podłoża komory dzięki kleistym, delikatnym, cienkim, nitkowatym wypustkom. Do czasu wylęgu strzeżone są przez samca. Machaniem płetw zapewnia on jajom stały dopływ świeżej wody. Babka ta żywi się skąposzczetami, nicieniami (np. Camallanus truncatus), skorupiakami (w tym m.in. torborakami z rzędu Mysida, obunogami z rodzin Corophiidae, Gammaridae – np. Dikerogammarus haemobaphes), mięczakami, w tym ślimakami i małżami (np. racicznicowatymi), innymi małymi rybami (m.in. babkowatymi, w tym babką śniadogłową; znane są przypadki kanibalizmu) i ich ikrą, larwami owadów. Same stanowią ważny składnik diety większych, drapieżnych ryb.

## Status i zagrożenia
IUCN uznaje ją za gatunek najmniejszej troski (LC) nieprzerwanie od 2008 (przy ponownej ocenie poziomu zagrożenia w 2010). W 1996 nie było wystarczających danych do oceny globalnej sytuacji gatunku. Trend populacji nieznany. Nie są znane również poważniejsze zagrożenia mogące mieć negatywny wpływ na liczebność ryby.